# Caecum limnetes
Caecum limnetes is een slakkensoort uit de familie van de Caecidae. De wetenschappelijke naam van de soort is voor het eerst geldig gepubliceerd in 1972 door Long.